# نظام الملفات المشفرة

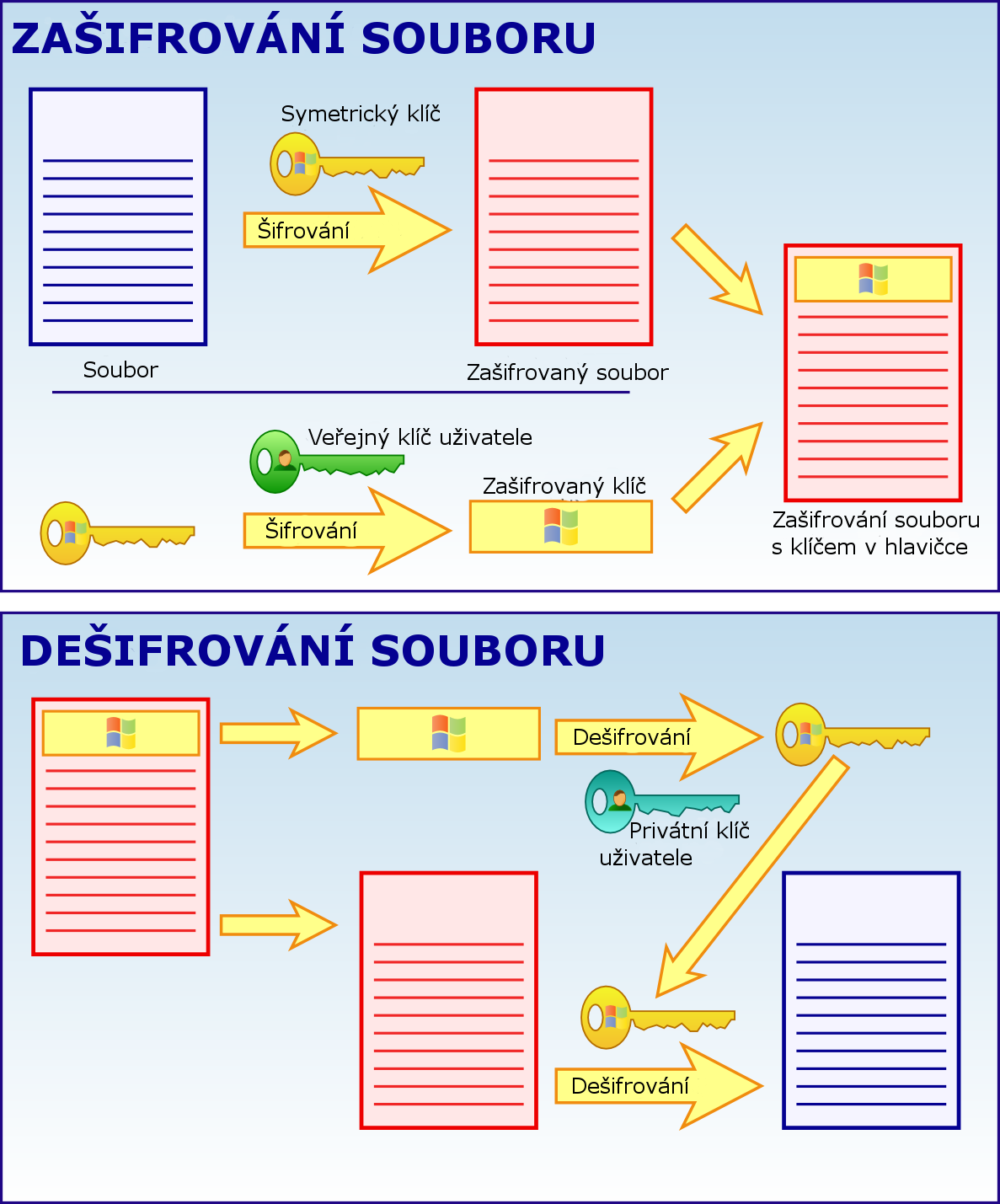

تشفير نظام الملفات (EFS) في نظام تشغيل مايكروسوفت ويندوز هي ميزة أدخلت واستعملت مع الإصدار 3.0 من نظام الملفات إن تي إف إس NTFS وهذه الميزة توفر مستوى تشفير لنظام الملفات . هذه التكنولوجيا تمكن وتسمح للملفات بأن تكون ذات شفافية تشفير لحماية البيانات السرية من المهاجمين ممن لديهم قدرة على الوصول الفعلي إلى جهاز الكمبيوتر .
تشفير نظام الملفات متاح في جميع إصدارات ويندوز المطورة لبيئات العمل (انظر أنظمة التشغيل المدعومة أدناه) بدأ من ويندوز 2000 فصاعدا.

في الحالة الافتراضية لا يتم تشفير الملفات، ولكن يمكن تمكين عملية التشفير بواسطة المستخدمين لكل ملف أو على المجلد أو في محرك الأقراص ككل . بعض الإعدادات لتشفير نظام الملفات EFS يمكن أيضا أن تتم عبر «سياسة المجموعة» Group Policy في بيئات ويندوز Windows domain .
عملية تشفير نظام الملفات Cryptographic يطبق لكل أنظمة التشغيل المتوفرة، ولكن هذا النظام تشفير الملفات الخاص بمايكروسوفت EFS غير متوافق مع أي منهم. انظر أيضا قائمة بنظم الملفات التي تدعم التشفير .

## الأفكار الأساسية
طالما أن نظام التشغيل قيد التشغيل على نظام بدون تشفير للملفات، فإن الوصول إلى الملفات يجب أن يتم من خلال نظام التشغيل المتحكم في ما يسمى محدد الوصول والهوية وما يسمى قوائم التحكم في الوصول. إن استطاع أحد المهاجمين اكتساب قدرة على الوصول الفعلي إلى جهاز الكمبيوتر، فان هذا الحاجز يمكن التحايل عليه بسهولة. أحد طرق حل تلك المشكلة هي إزالة القرص الصلب ووضعه في جهاز كمبيوتر آخر مع نظام تشغيل مثبت يستطيع قراءة نظام الملفات، أو بطريقة أخرى هي ببساطة إعادة تشغيل الكمبيوتر من اسطوانة تمهيدية CD تحتوي على نظام تشغيل مناسب يستطيع الوصول إلى نظام الملفات المحلي .